# Autopista del Norte
La autopista del Norte o AP-1 es una autopista española que dispone actualmente de dos tramos: el comprendido entre Burgos y Armiñón (Álava)  entró en servicio en 1984, y actualmente es gratuito; y el tramo  que se inicia  en Echávarri-Viña, cerca de Vitoria, y termina en Irún, entró en servicio en 2009 y es de peaje. Desde Éibar se une con la AP-8, manteniendo la doble denominación, y continúa en dirección este hacia Irún y la frontera con Francia.
Hasta 2018, el tramo entre Burgos y Armiñón era de pago, cuando caducó la concesión y el gobierno de Pedro Sánchez decidió no renovarla e incorporar el tramo a la red pública gratuita.

## Historia y descripción
El proyecto original, de 1974, abarcaba una autopista que cubría el trayecto entre Burgos y Málzaga (Éibar) en Guipúzcoa, pero la empresa concesionaria solo construyó el tramo de Burgos hasta la localidad de Armiñón que cubría un itinerario de 84,3 km y que tiene tres túneles de 1314 m de longitud total, que sortean las mayores dificultades orográficas del trayecto. Este tramo, que entró en servicio en 1984, terminó su concesión el 30 de noviembre de 2018, siendo desde entonces una autopista gratuita de titularidad pública.
En los años 90, las diputaciones forales de Guipúzcoa y Álava acordaron realizar la construcción de la parte que no se llevó a cabo originalmente, y que discurre íntegramente por el País Vasco. Entre Éibar y Vitoria, el trayecto alcanza los 46,2 km y entró en servicio totalmente el 22 de mayo de 2009. Su gestión depende de estos dos organismos públicos.
Antes de 2003, y de acuerdo con la normativa de la época, el tramo entre Burgos y Armiñón se denominaba A-1.
Desde noviembre de 2006 hasta su liberalización en diciembre de 2018, el tramo Ameyugo-Miranda de Ebro-Armiñón estaba exento de peaje para tránsitos internos.
En la AP-1 entre Armiñón y Éibar existen dos sociedades concesionarias: la correspondiente a los tramos que discurren por Guipúzcoa es Bidegi - Agencia Guipuzcoana de Infraestructuras, mientras que la concesionaria para los tramos alaveses es la Arabat (Arabako Bideak - Vías de Álava S.A.), dependientes respectivamente de la Diputación Foral de Guipúzcoa y de la Diputación Foral de Álava.
El puerto de Arlabán, que separa Álava de Guipúzcoa, se salva mediante el túnel de Isuzkiza. Este túnel tienen una longitud de 3415 m y una pendiente del 2%. Es el más largo construido en territorio vasco. La velocidad máxima de circulación por él es de 120 km/h y esta dotados de los más modernos sistemas de seguridad. Cabe destacar los siguientes: 46 ventiladores, 63 postes SOS, 247 altavoces, 11 galerías de conexión entre tubos, 81 cámaras de control de TV, 142 equipos de señalización variable. Hay un sistema de detección lineal de incendios compuesto de un detector colocado a lo largo de todo el recorrido de la infraestructura completado por equipos de análisis inteligente de imágenes de vídeo. Los ventiladores están diseñados para la extracción de humo de los incendios que pudieran producirse. En cada salida de los túneles y cada 150 metros se dispone de estaciones de emergencia dotadas con puertas que pueden resistir el fuego durante dos horas y comunican ambos tubos de los túneles.
En cuanto al tráfico que registraba la vía, según datos del Ministerio de Transportes, Movilidad y Agenda Urbana, en 1990 la AP-1 (Burgos-Armiñón) apenas registraba una intensidad media diaria (IMD) de 8294 vehículos al día. El tráfico se incrementó de forma continuada hasta el año 2007, cuando se registró su dato más alto con 23 937 vehículos diarios. Desde el año 2008, sin embargo, el tráfico descendió anualmente, contabilizándose en 2013 una IMD de 17 587 vehículos. Agosto era el mes de más tráfico en esta autopista (IMD de 35 636 vehículos diarios en agosto de 2013) y enero el de menos tráfico (IMD de 12 808 diarios en enero de 2013). El tráfico por tanto estaba muy condicionado a las épocas vacacionales, sobre todo de verano.

## Vigencia de la concesión
Como las demás autopistas de España, a la concesión de la AP-1 se le determinó un periodo de explotación. Posteriormente, y por los motivos que se relacionan a continuación, este periodo se ha ido ampliando sucesivamente.
1974 (año de adjudicación, límite de explotación en 1994)
La historia de la infraestructura comienza con una serie de problemas que el proyecto tiene que superar en sus primeros años cuando su denominación era Burgos-Málzaga.
1979 (1.ª prórroga, fin de la concesión en 1995)
-El retraso en la entrada en explotación lleva al Estado, a conceder la primera de las prórrogas.
1982 (2.ª prórroga, fin de la concesión en 2003)
-se fijan nuevas fechas y condiciones.

-se suspenden y modifican dos de los tramos inicialmente previstos en el territorio del País Vasco.

-se amplia el plazo concesional, por el gobierno presidido por Calvo-Sotelo

-se modifican las tarifas

-se establece un plan financiero que se prolonga hasta 1996

1990
Revisión del sistema de tarifas. Renegociaciones en 1991, 1992, 1993 y 1994.
1994 (3.ª prórroga, fin de la concesión en 2017)
-se segregan los tramos previstos inicialmente y no ejecutados

-se queda como único tramo en explotación acogido al proyecto el que discurre en el territorio burgalés.

-se fijan mejoras técnicas en la autopista

-se incluye una fórmula de descuento tarifario en torno al 50%  que solo se aplica al tráfico de camiones.

-se añade una prórroga de explotación, aprobada por el gobierno presidido por Felipe González,  de catorce años a las ya acumuladas.

2000 (1º peaje en la sombra)
-se establece un descuento para turismos y autobuses

-se fija una fórmula que el Estado abone a la concesionaria una cantidad compensatoria, aprobada por el gobierno presidido por José María Aznar.  (según los datos oficiales, en 2005 la aportación ascendió a 4,2 millones de euros)
2005 (4.ª prórroga, fin de la concesión el 30 de noviembre de 2018)
-la concesionaria asume la obra de ampliación con un tercer carril entre Ameyugo y Miranda 

-se libera el peaje el tránsito interno entre los dos puestos de cobro citados.

-se fija una nueva ampliación del periodo de explotación, aprobada por el gobierno presidido por Rodríguez Zapatero.
2018 (liberalización el 30 de noviembre de 2018)
Así se cumplieron  las previsiones de la concesión que se prolongó finalmente hasta 2018, es decir la autopista ha estado en manos privadas durante 44 años, cuando la previsión inicial era de 20 años.

## Tramos

### Tramo Castañares (Burgos) - Armiñón (libre de peaje)
| Denominación  | Tramo | Kilómetros      | Año en servicio |
| ------------- | --- | --------------- | --- |
| E-5 E-80 AP-1 | Nudo de Castañares BU-30 - Rubena Tramo original Tramo ampliado | 13,2 13,2       | 2 carriles por sentido: 1984 3 carriles por sentido: Pdte. licitación de proyecto |
| E-5 E-80 AP-1 | Rubena - Briviesca Tramo original: Rubena - Briviesca Tramo ampliado: Rubena - Monasterio de Rodilla Tramo ampliado: Monasterio de Rodilla - Briviesca Enlace de Monasterio de Rodilla | 29,3 14 15,3 -  | 2 carriles por sentido: 1978 3 carriles por sentido: Pdte. licitación de proyecto Proyecto terminado (sometida a información pública)                                                  |
| E-5 E-80 AP-1 | Briviesca - Pancorbo Tramo original: Briviesca - Pancorbo Tramo ampliado: Briviesca - Zuñeda Tramo ampliado: Zuñeda - Pancorbo Enlace de Zuñeda                                        | 21,1 11,2 9,5 - | 2 carriles por sentido: 1978 3 carriles por sentido: Pdte. licitación de proyecto 3 carriles por sentido: En redacción de proyecto Proyecto terminado (sometida a información pública) |
| E-5 E-80 AP-1 | Pancorbo - Armiñón Tramo original: Pancorbo - Armiñón A-1 Tramo ampliado: Pancorbo - Ameyugo Tramo ampliado: Ameyugo - Armiñón A-1                                                     | 25 8 16,8       | 2 carriles por sentido: 1981 3 carriles por sentido: En redacción de proyecto 3 carriles por sentido: 2006                                                                             |

La liberalización del peaje del tramo Castañares-Armiñón fue liberado a las 00:00 h de la noche del día 1 de diciembre de 2018.

### Tramo Echávarri-Viña - Behovia (con peaje)
| Denominación            | Tramo | Kilómetros   | Año en servicio                                           |
| ----------------------- | --- | ------------ | --------------------------------------------------------- |
| E-5 E-80 AP-1           | Echávarri-Viña N-622 - Luco | 6,2          | 2008                                                      |
| E-5 E-80 AP-1           | Luco - Escoriaza | 17           | 2009                                                      |
| E-5 E-80 AP-1           | Escoriaza - Mondragón | 6,8          | 2009                                                      |
| E-5 E-80 AP-1           | Mondragón - Vergara Sur AP-636 | 3,5          | 2005                                                      |
| E-5 E-80 AP-1           | Vergara Sur AP-636 - Vergara Norte | 4,4          | 2004                                                      |
| E-5 E-80 AP-1           | Vergara Norte - Éibar AP-8 | 7,2          | 2003                                                      |
| E-5 E-70 E-80 AP-1 AP-8 | Éibar - Elgóibar | 11,8         | 1973                                                      |
| E-5 E-70 E-80 AP-1 AP-8 | Elgóibar - Zumaya | 17           | 1973                                                      |
| E-5 E-70 E-80 AP-1 AP-8 | Zumaya - Zarauz | 14,5         | 1974                                                      |
| E-5 E-70 E-80 AP-1 AP-8 | Zarauz - Arizeta GI-20 Tramo original: Zarauz - Arizeta GI-20 Tramo ampliado: Orio - Arizeta (sentido Este) Tramo ampliado: Orio - Arizeta (sentido Oeste) | 16,0 7,1 7,1 | 2 carriles por sentido: 1974 3 carriles por sentido: 2009 |
| E-5 E-70 E-80 AP-1 AP-8 | Segundo Cinturón de San Sebastián Tramo: Arizeta - Rentería                                                                                                | 17           | 2010                                                      |
| E-5 E-70 E-80 AP-1 AP-8 | Rentería GI-20 - Ventas de Irun Tramo original: Rentería GI-20 - Ventas de Irun Tramo ampliado: Oyarzun - Ventas de Irun                                   | 5,7 5        | 2 carriles por sentido: 1975 3 carriles por sentido: 2006 |
| E-5 E-70 E-80 AP-1 AP-8 | Ventas de Irun - Behovia | 5,5          | 1976                                                      |
| E-5 E-70 E-80 AP-1 AP-8 | Puente internacional de Biriatou (frontera francesa) | 0,1          | 1976                                                      |

## Salidas AP-1

### Tramo Castañares - Armiñón (libre de peaje)
| Elemento | Nombre de salida (sentido Francia)/Ver de arriba-abajo       | Número de salida | Punto kilométrico | Nombre de salida (sentido Burgos)/Ver de abajo-arriba              | Carretera que enlaza |
| -------- | ------------------------------------------------------------ | ---------------- | ----------------- | ------------------------------------------------------------------ | -------------------- |
|          | Burgos                                                       |                  |                   | Burgos continúa por E-5 E-80 A-1 Madrid A-62 Valladolid - Portugal |                      |
|          |                                                              | 1                | km. 2             | Burgos (oeste) Santander aeropuerto                                | N-623                |
|          | Peaje de Burgos Peaje liberado desde 1 de diciembre de 2018  |                  | km. 3             | Peaje de Burgos Peaje liberado desde 1 de diciembre de 2018        |                      |
|          | Villafría - Rubena                                           | 7                | km. 7             | Villafría - Rubena                                                 |                      |
|          | Área de Servicio de Quintanapalla                            |                  | km. 11            | Área de Servicio de Quintanapalla                                  |                      |
|          | Área de Descanso                                             |                  | km. 24            |                                                                    |                      |
|          |                                                              |                  | km. 25            | Área de Descanso                                                   |                      |
|          | Área de Servicio de Briviesca                                |                  | km. 35            | Área de Servicio de Briviesca                                      |                      |
|          | Briviesca - Oña                                              | 36               | km. 37            | Briviesca - Belorado                                               |                      |
|          |                                                              |                  | km. 44            | Área de Descanso                                                   |                      |
|          | Área de Descanso                                             |                  | km. 45            |                                                                    |                      |
|          |                                                              |                  | km. 54            | Área de Descanso                                                   |                      |
|          | Área de Descanso                                             |                  | km. 55            |                                                                    |                      |
|          | Pancorbo                                                     | 57               | km. 58            | Pancorbo - Santander                                               | N-232                |
|          | Túnel de San Nicolás L. 173 m                                |                  | km. 59            | Túnel de San Nicolás L. 155 m                                      |                      |
|          | Túnel de Barrio L. 262 m                                     |                  | km. 60            | Túnel de Barrio L. 266 m                                           |                      |
|          | Túnel de Hontoria L. 238 m                                   |                  | km. 61            | Túnel de Hontoria L. 238 m                                         |                      |
|          | Área de Servicio de Desfiladero                              |                  | km. 63            | Área de Servicio de Desfiladero                                    |                      |
|          |                                                              | 66               | km. 66            | Ameyugo - Burgos                                                   | N-1                  |
|          | Miranda de Ebro - Puentelarrá                                | 74               | km. 74            | Miranda de Ebro - Puentelarrá                                      | BU-535 A-2122        |
|          | Área de Descanso                                             |                  | km. 75            | Área de Descanso                                                   |                      |
|          | Álava - PAÍS VASCO                                           |                  | km. 77            | Provincia de Burgos - CASTILLA Y LEÓN                              |                      |
|          | Logroño - Bilbao                                             | 78               | km. 78            | Logroño - Bilbao                                                   | E-804 AP-68          |
|          | Peaje de Armiñón Peaje liberado desde 1 de diciembre de 2018 |                  | km. 82            | Peaje de Armiñón Peaje liberado desde 1 de diciembre de 2018       |                      |
|          | Estavillo Armiñón Manzanos Miranda de Ebro                   |                  | km. 82            |                                                                    | A-4104 A-3310 A-1    |
|          | Armiñón continúa por E-5 E-80 A-1 Vitoria - Francia          |                  |                   | Armiñón                                                            | E-5 E-80 A-1         |

### Tramo Echávarri - Éibar (con peaje)
| Elemento | Nombre de salida (sentido Francia)/Ver de arriba-abajo              | Número de salida | Punto kilométrico | Nombre de salida (sentido Burgos)/Ver de abajo-arriba                    | Carretera que enlaza    |
| -------- | ------------------------------------------------------------------- | ---------------- | ----------------- | ------------------------------------------------------------------------ | ----------------------- |
|          | Aeropuerto de Vitoria                                               |                  |                   | Vitoria - Bilbao continúa por N-622 Vitoria - Bilbao E-5 E-80 A-1 Burgos | N-622                   |
|          |                                                                     | 101              | km. 101           | aeropuerto Foronda                                                       | N-624                   |
|          |                                                                     | 102              | km. 102           | centro comercial Echávarri-Viña                                          | A-3604                  |
|          | Villarreal de Álava - Vitoria - Bilbao                              | 107              | km. 107           | Villarreal de Álava - Vitoria - Bilbao                                   | N-240                   |
|          | Túnel de Luko L. 620 m                                              |                  | km. 108           | Túnel de Luko L. 620 m                                                   |                         |
|          | Túnel de Isuskitza L. 3405 m                                        |                  | km. 112           |                                                                          |                         |
|          | Guipúzcoa - PAÍS VASCO                                              |                  | km. 112-116       | Álava - PAÍS VASCO                                                       |                         |
|          |                                                                     |                  | km. 116           | Túnel de Isuskitza L. 3415 m                                             |                         |
|          | Túnel de Zarimutz L. 505 m                                          |                  | km. 118           | Túnel de Zarimutz L. 505 m                                               |                         |
|          |                                                                     |                  | km. 121           | Área de Servicio de Escoriaza                                            |                         |
|          | Escoriaza - Arechavaleta - Leintz-Gatzaga                           | 123              | km. 123           | Escoriaza - Arechavaleta - Leintz-Gatzaga                                | GI-627                  |
|          | Túnel de Apotzaga L. 356 m                                          |                  | km. 124           | Túnel de Apotzaga L. 351 m                                               |                         |
|          | Túnel de Izurieta L. 297 m                                          |                  | km. 125           | Túnel de Izurieta L. 297 m                                               |                         |
|          | Túnel de Gurutzetxiki L. 709 m                                      |                  | km. 127           | Túnel de Gurutzetxiki L. 719 m                                           |                         |
|          | Área de Servicio de Mondragón                                       |                  | km. 128           |                                                                          |                         |
|          | Mondragón - Oñate Durango                                           | 130              | km. 130           | Mondragón - Oñate Durango                                                | GI-627 N-636            |
|          | Túnel de Ikastaundi L. 1185 m                                       |                  | km. 130-131       | Túnel de Ikastaundi L. 1185 m                                            |                         |
|          | Túnel de Arizti L. 360 m                                            |                  | km. 132           | Túnel de Aritzi L. 280 m                                                 |                         |
|          | Vergara (sur) Zumárraga                                             | 133              | km. 133           | Vergara (sur) Beasáin                                                    | GI-627 AP-636           |
|          | Túnel de San Martzial L. 1505 m                                     |                  | km. 135           | Túnel de San Martzial L. 1505 m                                          |                         |
|          |                                                                     | 138              | km. 138           | Vergara (centro) Elgeta                                                  | GI-627 GI-2632          |
|          | Túnel de Lesarri L. 1220 m                                          |                  | km. 138-140       | Túnel de Lesarri L. 1220 m                                               |                         |
|          | Túnel de Gallaztegi L. 2374 m                                       |                  | km. 140-142       | Túnel de Gallaztegi L. 2374 m                                            |                         |
|          | Túnel de Eitza L. 741 m                                             |                  | km. 143           | Túnel de Eitza L. 741 m                                                  |                         |
|          | Éibar Bilbao                                                        | 145              | km. 145           |                                                                          | N-634 E-70 AP-8         |
|          | Éibar continúa por E-5 E-70 E-80 AP-1 AP-8 Elgoibar - San Sebastián |                  |                   | Éibar                                                                    | E-5 E-70 E-80 AP-1 AP-8 |